# (R)-3-hidroksikiselina ester dehidrogenaza
(R)-3-hidroksikiselina ester dehidrogenaza (EC 1.1.1.279, 3-okso ester (R)-reduktaza) je enzim sa sistematskim imenom etil-(R)-3-hidroksiheksanoat:NADP+ 3-oksidoreduktaza. Ovaj enzim katalizuje sledeću hemijsku reakciju
etil ()-3-hidroksiheksanoat + + {\displaystyle \rightleftharpoons } etil 3-oksoheksanoat + +
Ovaj enzim takođe deluje na etil (R)-3-oksobutanoat i neke druge estre (R)-3-hidroksi kiselina. (R)- simbol je dodeljen uz pretpostavku da supstituenti ne menjaju redosled prioriteta od .

## Literatura
- Nicholas C. Price; Lewis Stevens (1999). Fundamentals of Enzymology: The Cell and Molecular Biology of Catalytic Proteins (Third изд.). USA: Oxford University Press. ISBN 019850229X.
- Eric J. Toone (2006). Advances in Enzymology and Related Areas of Molecular Biology, Protein Evolution (Volume 75 изд.). Wiley-Interscience. ISBN 0471205036.
- Branden C; Tooze J. Introduction to Protein Structure. New York, NY: Garland Publishing. ISBN 0-8153-2305-0.
- Irwin H. Segel. Enzyme Kinetics: Behavior and Analysis of Rapid Equilibrium and Steady-State Enzyme Systems (Book 44 изд.). Wiley Classics Library. ISBN 0471303097.
- William P. Jencks (1987). Catalysis in Chemistry and Enzymology. Dover Publications. ISBN 0486654605.

## Spoljašnje veze
- (R)-3-hydroxyacid-ester+dehydrogenase на 